# Johan Eskild de Falsen (generalkrigskommissær)
 Der er flere personer med dette navn, se Johan Eskild de Falsen.
Johan Eskild de Falsen (12. juli 1726 – 29. januar 1808 i Haderslev) var en dansk officer, bror til Christian Magnus de Falsen og far til Johanne Christine Harboe.
Han var søn af borgmester Enevold de Falsen (1686-1761) og Mette Christine Sørensen (1691-1758) og blev 1741 volontør kadet i Søetaten, 1747 kadet og samme år med fregatten Falster til Algier, 1750 sekondløjtnant, men blev 1755 forbigået ved avancement. 1756 tog Falsen afsked fra Søetaten og blev ansat som kaptajn ved Jyske Nationale Infanteriregiment. Falsen fik 1762 afsked på grund af svagelighed med oberstløjtnants karakter og tilladelse til at sælge sit kompagni til fændrik Peter Christian Kreyberg for 2.000 rigsdaler.
Han blev 1763 land- og krigskommissær i Aarhus og Ribe Stifter, 1781 karakteriseret generalkrigskommissær og fik 1794 afsked med generalmajors rang og 720 rigsdaler i pension.
I 1765 solgte kongen gården Henneberg Ladegård til de Falsen for 5.988 rigsdaler. Den var da i stærk forfald og måtte genopbygges. I 1781 udstykkedes den i 23 parceller, som blev solgt på auktion 1782. På en af parcellerne opførtes senere Damgård. Hovedparcellen købtes af generalkrigskommisær Christian Henrich Wildenradt. 
Han blev gift 1754 med Sophie Amalie Falsen (død 18. august 1808), datter af hans farbroder, justitsråd Johan Eskild de Falsen (1689-1758) i dennes ægteskab med Johanne født Tommerup (1710-1740).